# Skogsbjörnmossa
Skogsbjörnmossa (Polytrichastrum formosum, tid. Polytrichum formosum) är en bladmossa i släktet Polytrichastrum. Färgen är mörkare och mattare än den stora björmossans. Mossan kan bli upp mot 12 cm hög. Sporkapslarna är trubbigt femkantiga. Den växer på skuggiga platser i skogar, framförallt lövskogar,  från Skåne till Ångermanland, på såväl jord som block.